# Санги-Малики
Санги-Малики (тадж. Санги Маликӣ) — деха́ (сельский населённый пункт) в Раштском районе Таджикистана. Входит в состав сельской общины (джамоата дехота) имени Боки Рахимзоды, куда входят еще 20 сёл. Является административным центром джамоата им. Рахимзоды. Расстояние от села до центра района (пгт Гарм) — 20-21 км. Население — 931 человек (2017 г.), таджики. Население в основном занято сельским хозяйством (растениводство). Земли орошаются главным образом водами горных источников.
Имеется общеобразовательная школа №6, в котором учатся 418 учеников и библиотека.
В селе родился Нозимов Амруддин Шамсович (5.5.1961–15.5.1982), кавалер Ордена Красной Звезды (посмертно).

## Население
| Год                | 1981 | 2016 | 2017 |
| ------------------ | ---- | ---- | ---- |
| Население          | 425  | 763  | 931  |
| Число домохозяйств |      | 123  |      |